# Les Frères Scott
Pour les articles homonymes, voir Scott, One Tree Hill et Scott.
Les Frères Scott (One Tree Hill) est une série télévisée américaine  en 9 saisons et 187 épisodes de 42 minutes pour la plupart créée par Mark Schwahn dont les trois premières saisons ont été diffusées du 23 septembre 2003 au 3 mai 2006 sur le réseau The WB puis à partir de la quatrième saison du 27 septembre 2006 au 4 avril 2012 sur The CW.
En France, la série a été diffusée à partir du 8 septembre 2004 sur TF6, les huit premières saisons ont été diffusées entre le 3 septembre 2005 et le 14 février 2012 sur TF1. Les deux dernières saisons ont été diffusées entre le 30 août 2011 et le 28 septembre 2012 sur TF6 puis intégralement rediffusée à partir du 29 octobre 2012 sur NT1. 
Au Québec, entre le 5 janvier 2005 et le 20 novembre 2012 sur VRAK.TV ; en Suisse, depuis le 4 septembre 2006 sur la TSR ; en Belgique, sur Kanaal Twee, VT4, Plug RTL puis rediffusée depuis le 21 juillet 2009 sur Club RTL. La série a été intégralement rediffusée sur la chaîne TFX du 30 juillet 2019 au 7 février 2020.
Les Frères Scott est disponible depuis le 1er juin 2020 sur la plateforme de streaming Amazon Prime Video.

## Synopsis
L'histoire se déroule dans la ville de Wilmington (Caroline du Nord), rebaptisée par un nom fictif : Tree Hill,. 
Dan Scott est le père de deux jeunes garçons : Lucas, qu'il a eu avec Karen, et Nathan, né de son union avec Deborah.
Dan a abandonné Karen lorsqu'elle était enceinte, à la fin du lycée, avant de rencontrer Deborah à l'université et de l'épouser.
Dix-sept ans plus tard, Lucas et Nathan se retrouvent dans la même équipe de basket, celle de leur lycée : les « Ravens ». 
Lucas a, par ailleurs, été élevé par sa mère Karen, seule, avec l'aide de Keith le frère de Dan.
Alors que débute le championnat de basket, la rivalité entre Lucas et Nathan apparaît non seulement sur le terrain sportif, mais aussi dans le domaine du privé : Lucas tombe en effet amoureux de Peyton, la copine de Brooke qui sort avec Nathan.
De plus, Lucas reproche à son père d'avoir abandonné sa mère et de favoriser sa nouvelle famille.
Mais l'amie d'enfance de Lucas, Haley tombe à son tour sous le charme de Nathan et rapproche les demi-frères. Un triangle amoureux se forme entre Lucas, Peyton et Brooke, la meilleure amie de Peyton. Les jeunes gens tissent des liens, évoluent puis réalisent leurs rêves durant leurs deux dernières années de lycée, tandis que les parents, Dan, Deborah, Karen et Keith oscillent entre déclarations d'amour, haine, réconciliations...

## Distribution

### Acteurs principaux
- Chad Michael Murray (VF : Yoann Sover) : Lucas Eugene Scott (saisons 1 à 6, invité saison 9)
- James Lafferty (VF : Franck Tordjman) : Nathan Royal Scott
- Hilarie Burton (VF : Laura Préjean) : Peyton Elizabeth Sawyer-Scott (saisons 1 à 6)
- Bethany Joy Lenz (VF : Nathalie Gazdik) : Haley Bob James-Scott
- Sophia Bush (VF : Barbara Delsol) : Brooke Penelope Davis-Baker
- Paul Johansson (VF : Mathieu Buscatto) : Dan Scott (saisons 1 à 7 et 9, invité saison 8)
- Moira Kelly (VF : Élisabeth Fargeot) : Karen Roe (saisons 1 à 4, invité saisons 5 et 6)
- Barry Corbin (VF : Philippe Catoire) : Brian « Whitey » Durham (saisons 1 à 4, invité saisons 5 et 6)
- Craig Sheffer (VF : Constantin Pappas) : Keith Scott (saisons 1 à 3, invité saisons 4 et 9)
- Barbara Alyn Woods (VF : Marie-Martine Bisson) : Deborah « Debbie » Scott (saisons 1 à 4 et 6, récurrente saison 5 et 9)
- Lee Norris (VF : Olivier Podesta) : Marvin « Micro » McFadden (saisons 3 à 9, récurrent saisons 1 et 2)
- Antwon Tanner (VF : Vincent Barazzoni) : Antwon « Skills » Taylor (saisons 4 à 7, récurrent saisons 1 à 3, 8 et 9)
- Danneel Ackles (VF : Aurélia Bruno) : Rachel Gatina (saison 4, récurrente saisons 3 et 7, invitée saison 5)
- Jackson Brundage (VF : Gwenaëlle Jegou [saisons 5-7] puis Tom Trouffier [saisons 8-9]) : James « Jamie » Lucas Scott (saisons 5 à 9)
- Austin Nichols (VF : Pascal Nowak) : Julian Baker (saisons 7 à 9, récurrent saison 6)
- Lisa Goldstein (VF : Alexandra Garijo [saisons 5 à 7] puis Noémie Orphelin [saisons 7 à 9]) : Millicent « Millie » Huxtable McFadden (saisons 6 à 9, récurrente saison 5)
- Robert Buckley (VF : Axel Kiener) : Clayton « Clay » Evans (saisons 7 à 9)
- Shantel VanSanten (VF : Nathalie Spitzer) : Quinn James-Evans (saisons 7 à 9)
- Jana Kramer (VF : Caroline Pascal) : Alex Dupre (saisons 7 à 9)
- Stephen Colletti (VF : Charles Germain) : Chase Adams (saisons 8 et 9, récurrent saisons 4, 6 et 7, invité saison 5)
- Tyler Hilton (VF : Christophe Lemoine) : Chris Keller (saison 9, récurrent saisons 2 et 3, invité saison 4)

Photos des acteurs principaux
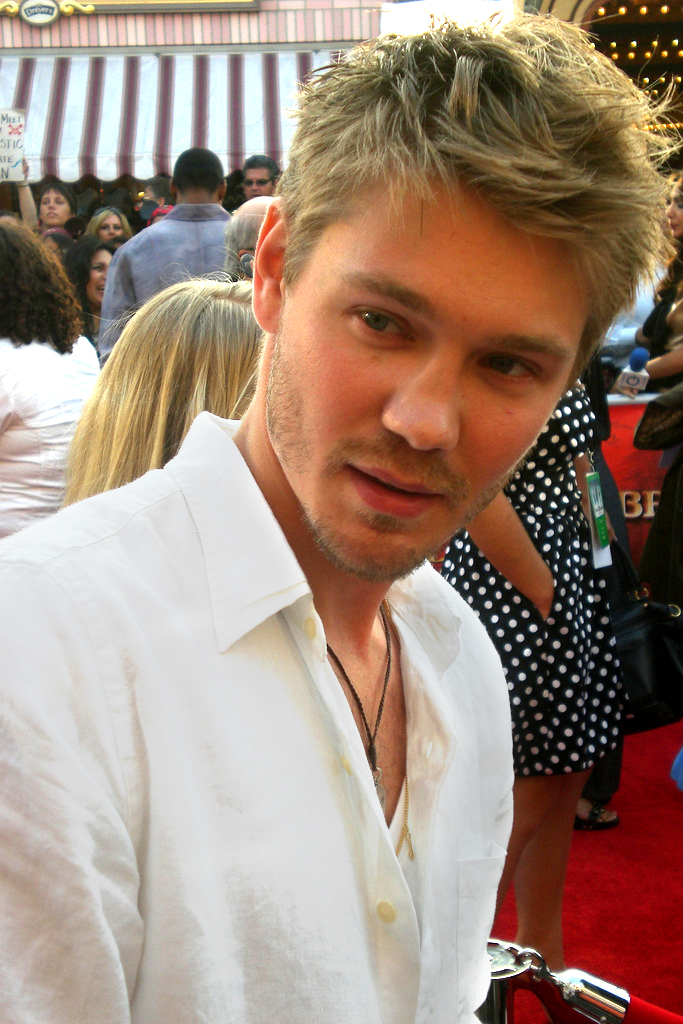
Lucas Scott, joué par Chad Michael Murray
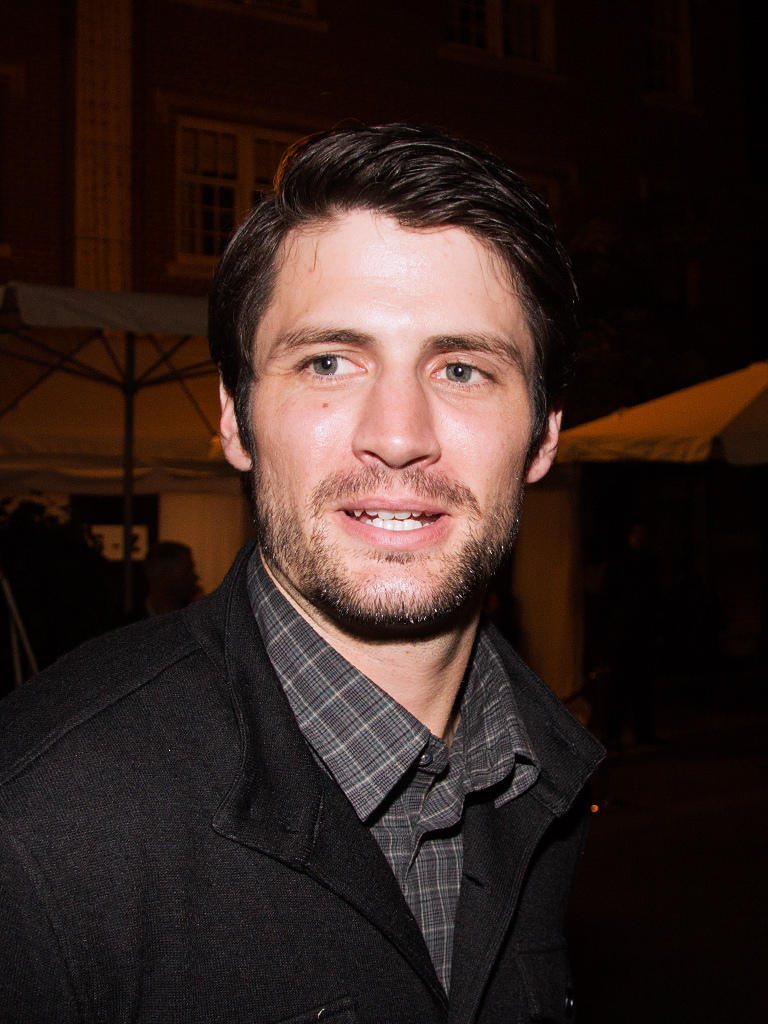
Nathan Scott, joué par James Lafferty
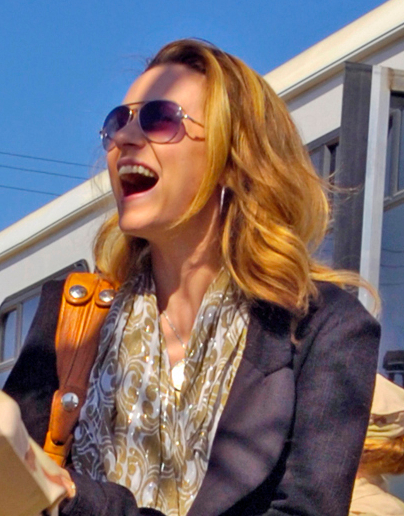
Peyton Sawyer Scott, jouée par Hilarie Burton
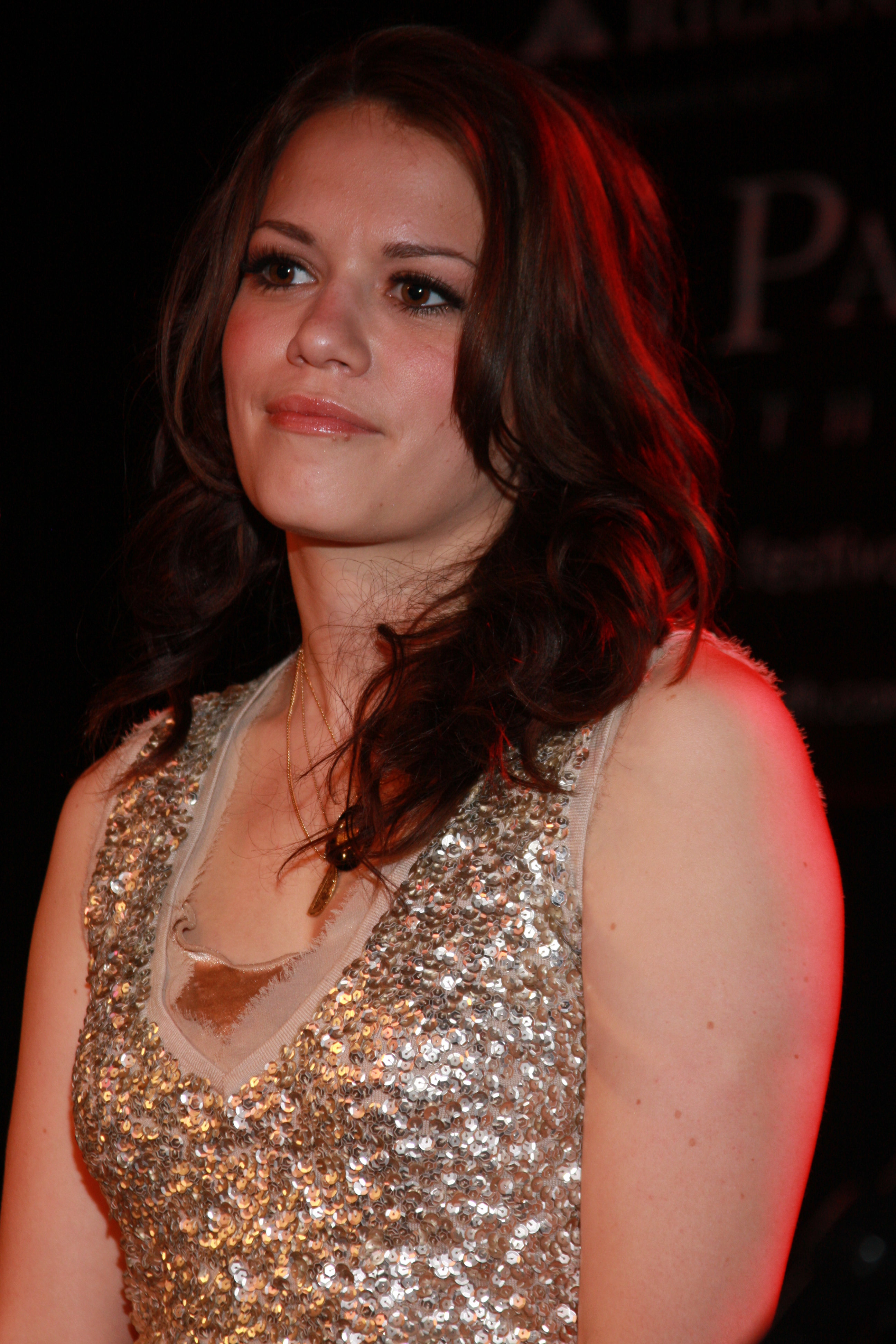
Haley James Scott, jouée par Bethany Joy Lenz
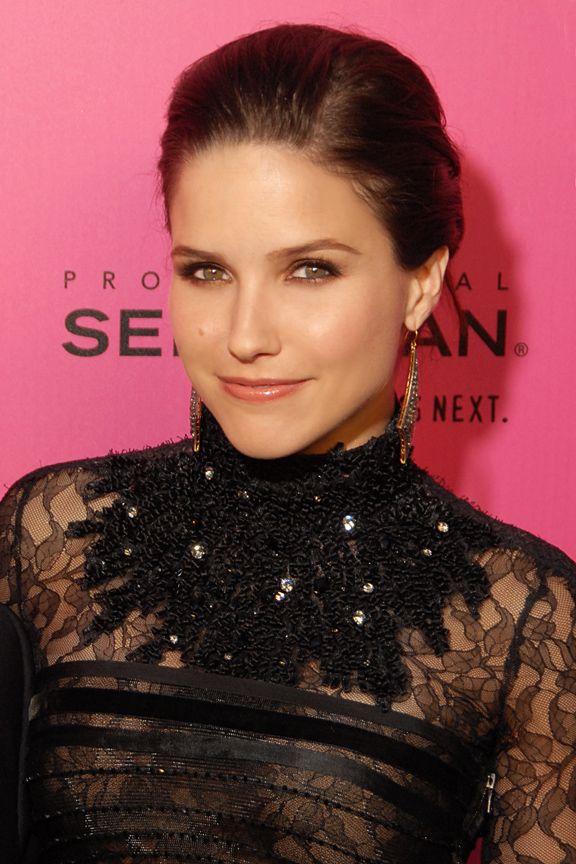
Brooke Davis Baker, jouée par Sophia Bush
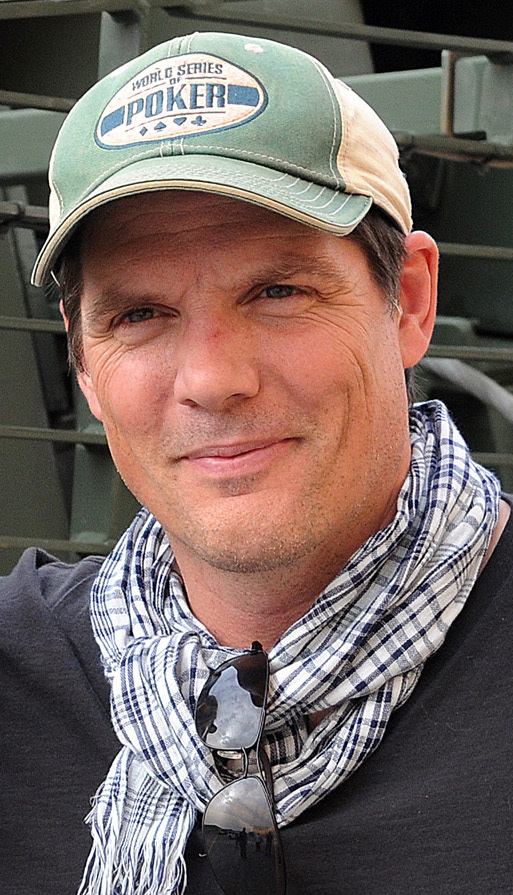
Dan Scott, joué par Paul Johansson
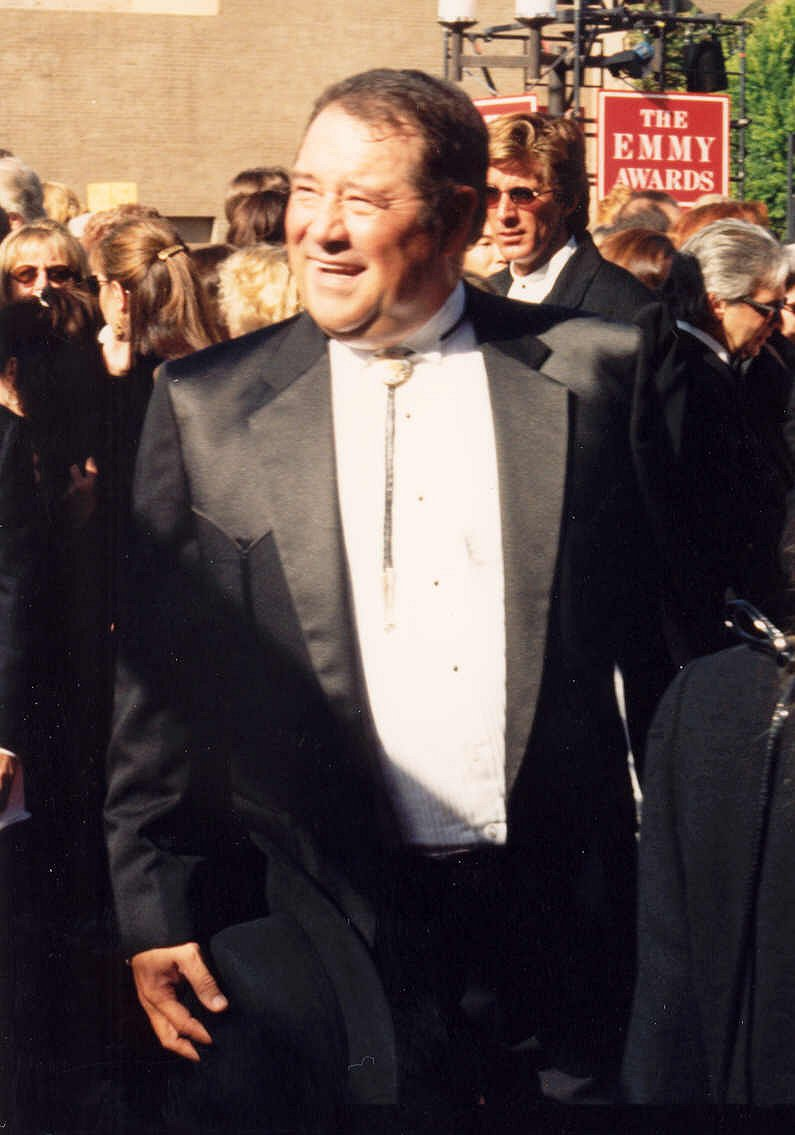
Brian « Whitey » Durham, joué par Barry Corbin
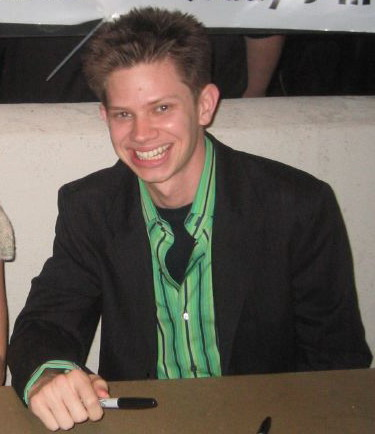
Marvin « Micro » McFadden, joué par Lee Norris
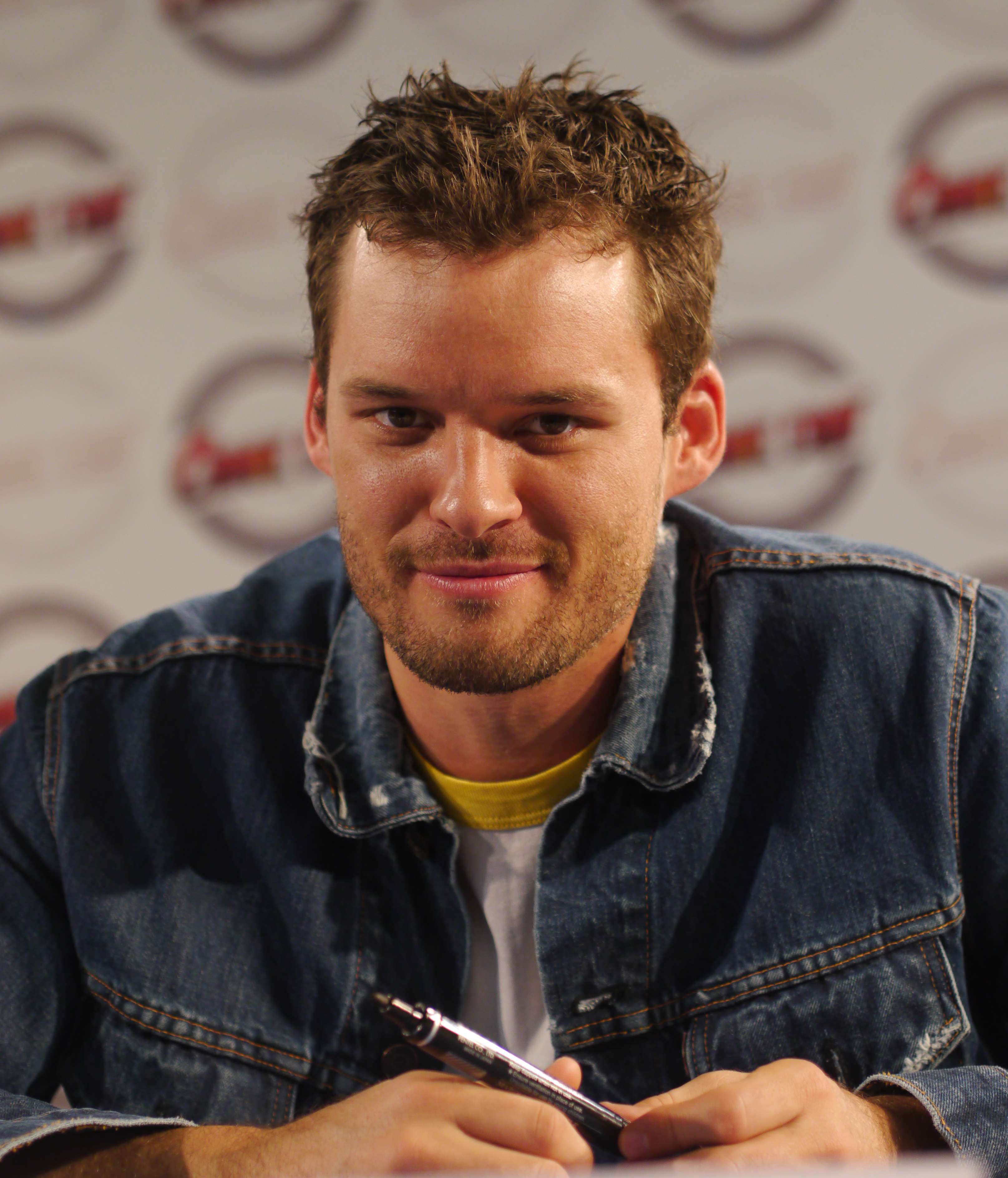
Julian Baker, joué par Austin Nichols
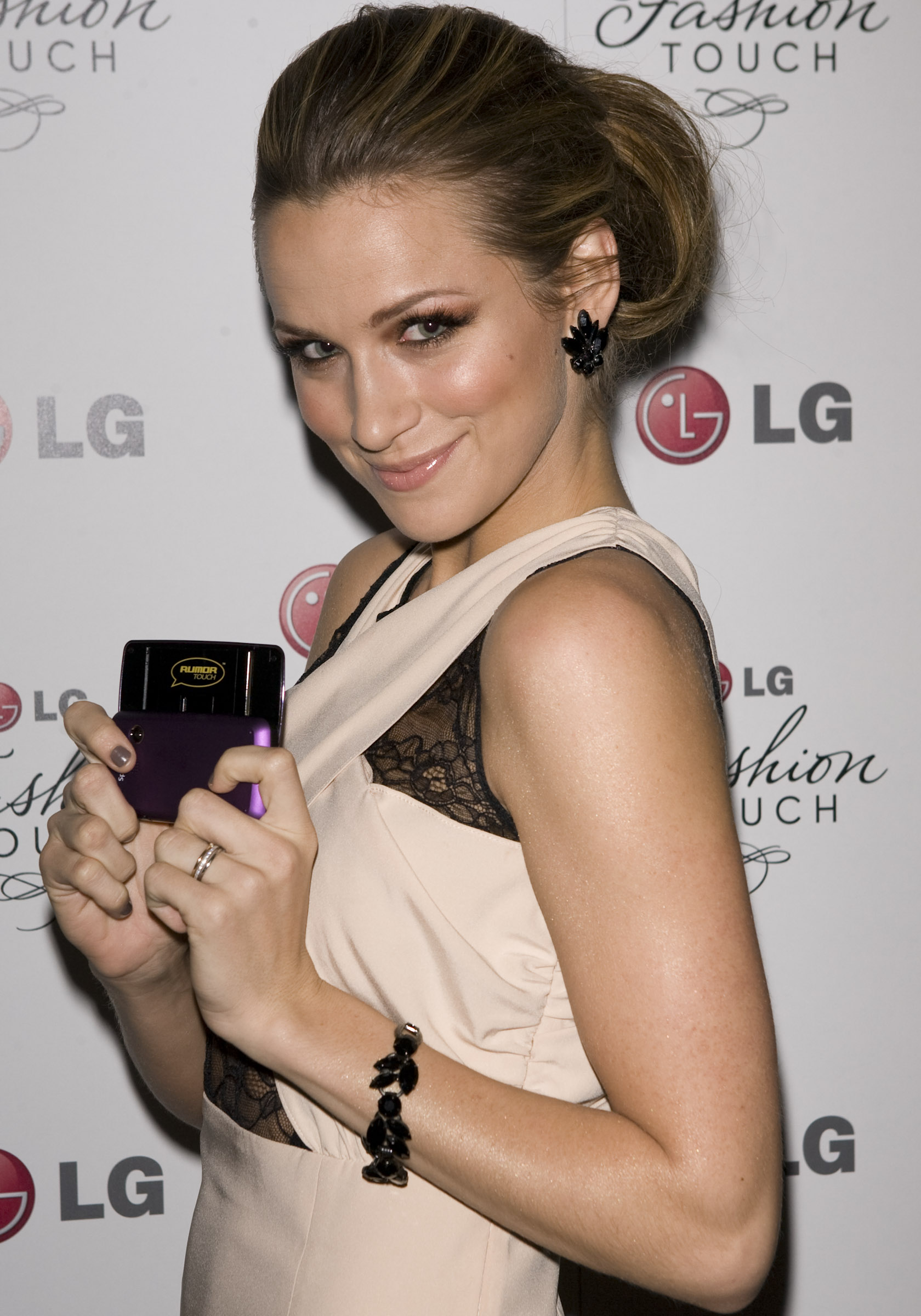
Quinn James, jouée par Shantel VanSanten
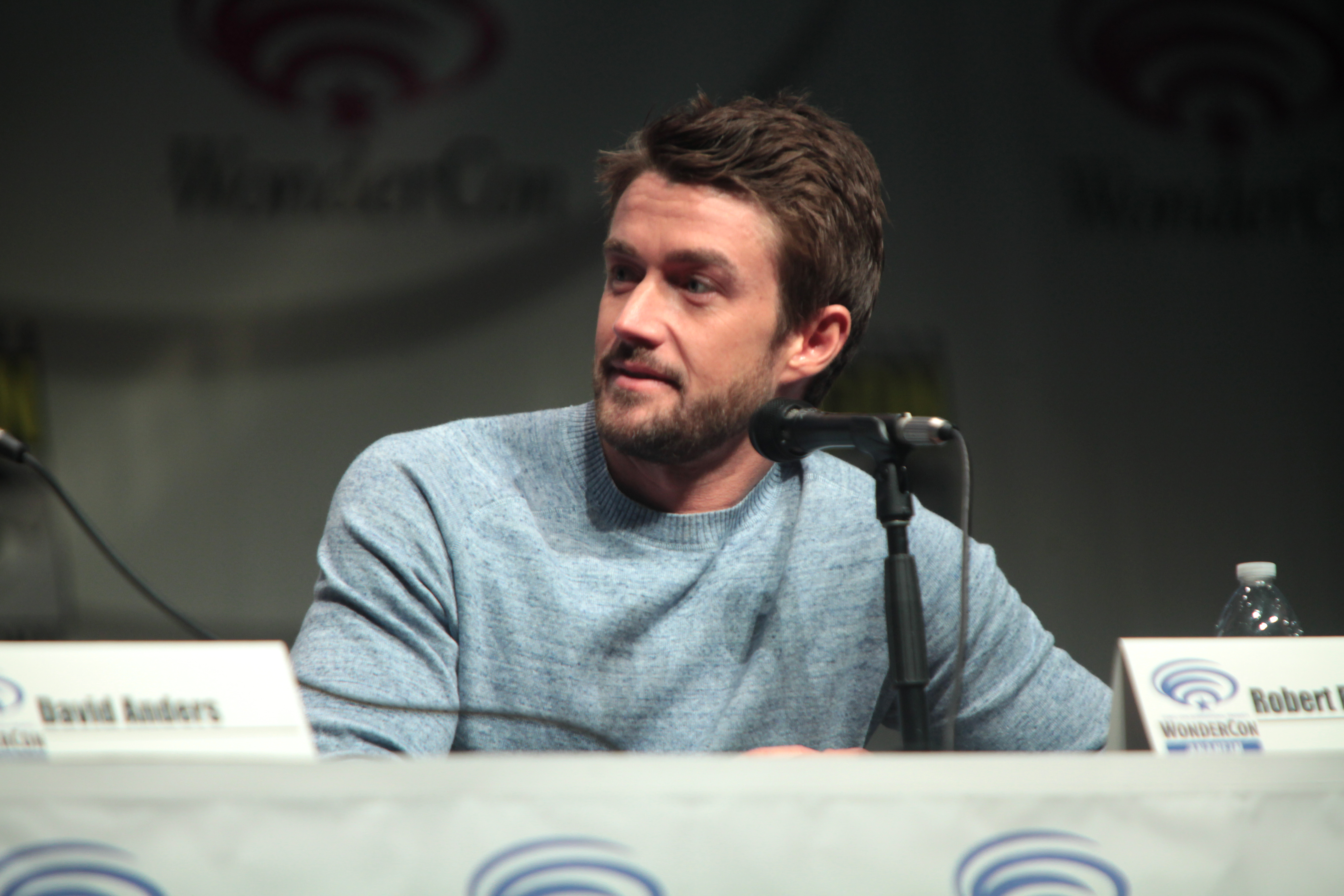
Clayton « Clay » Evans, joué par Robert Buckley
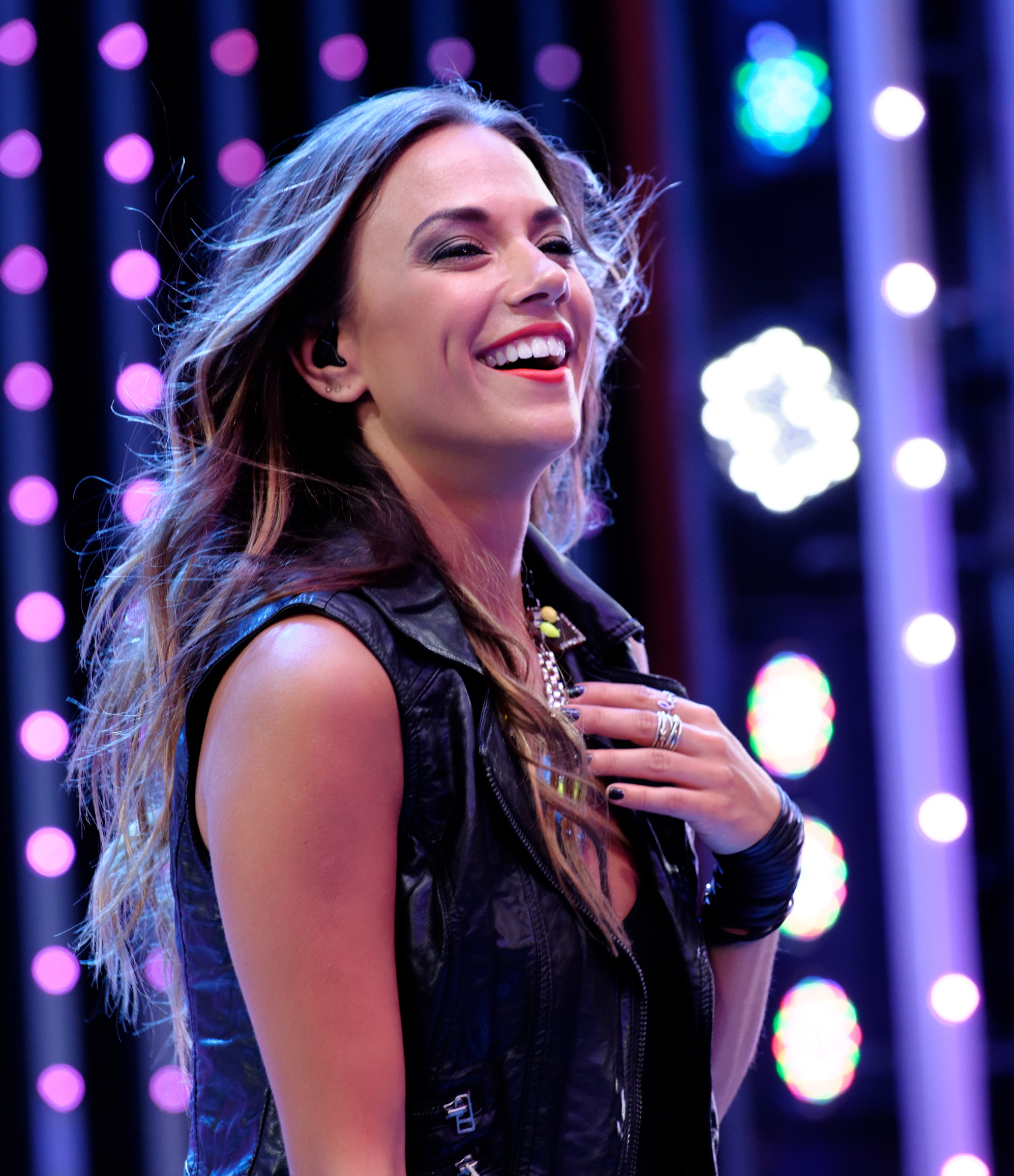
Alex Dupre, jouée par Jana Kramer
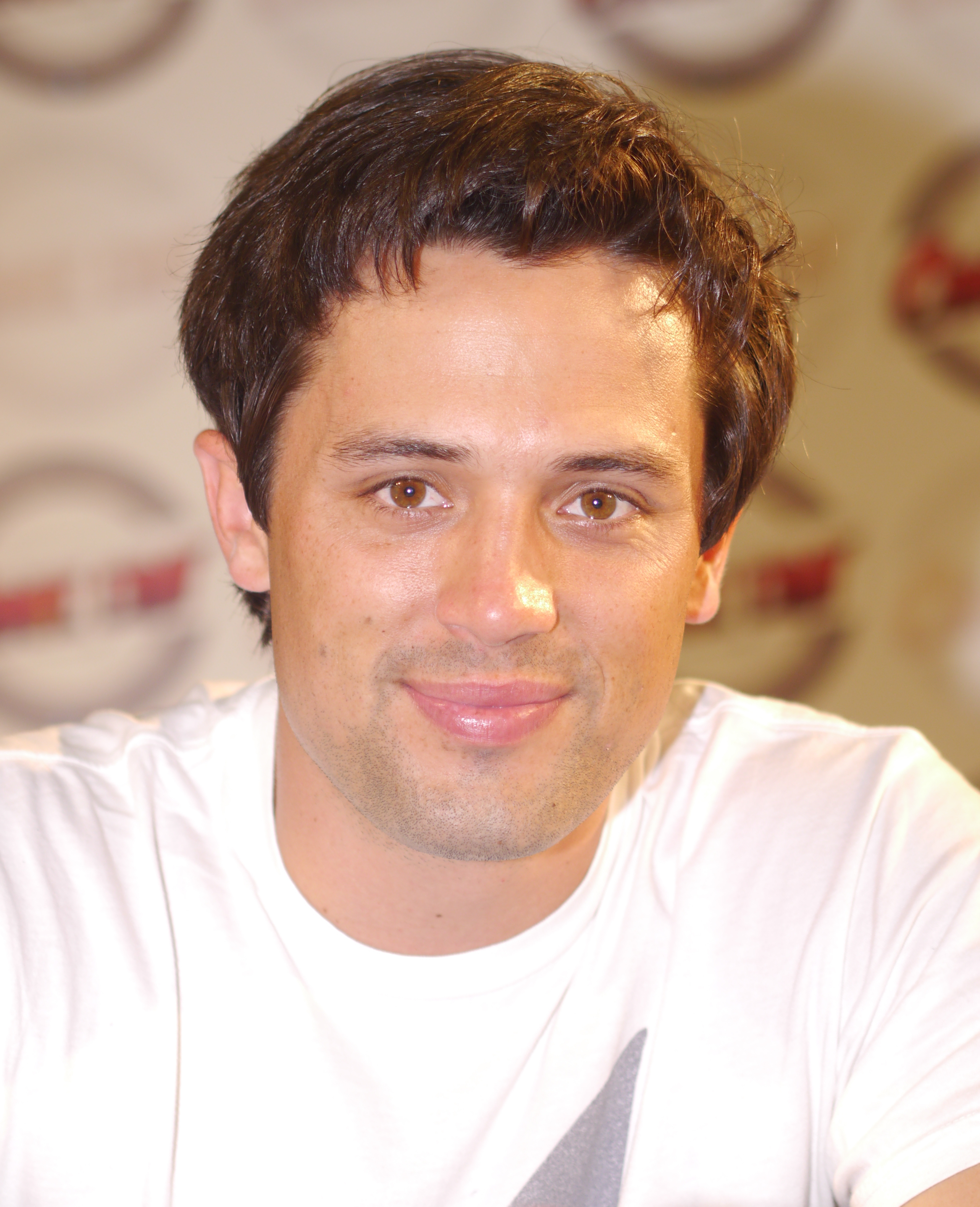
Chase Adams, joué par Stephen Colletti
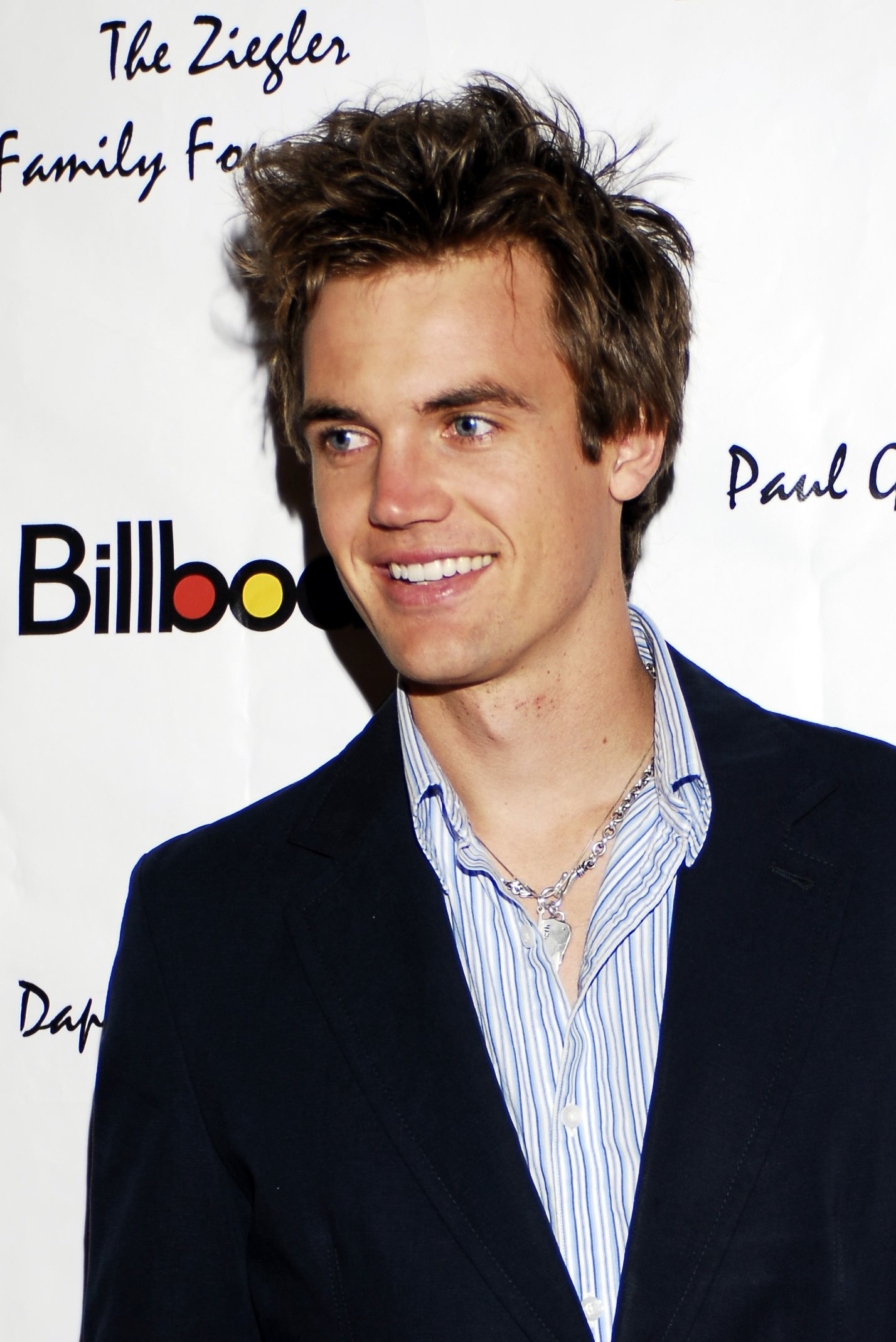
Chris Keller, joué par Tyler Hilton
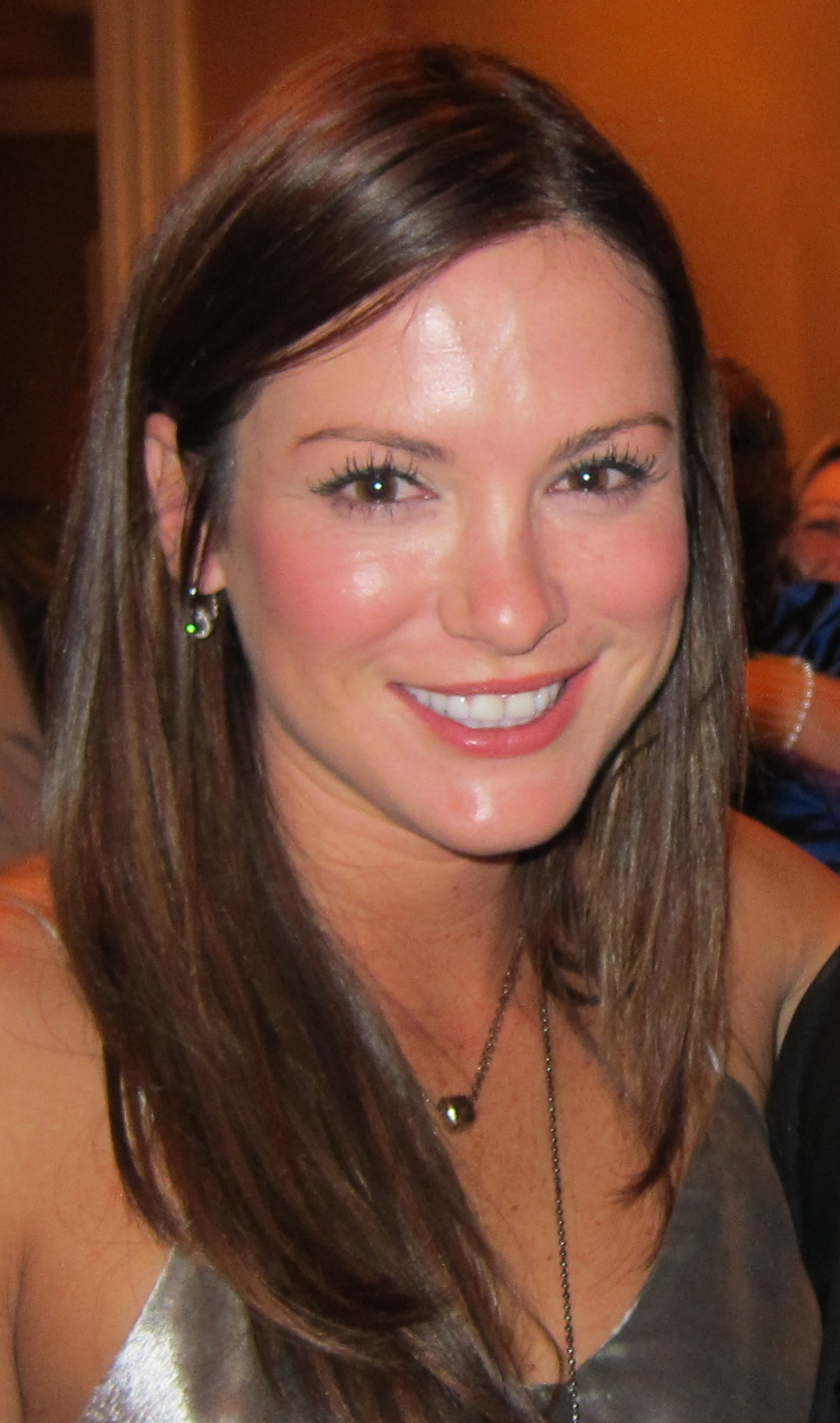
Rachel Gatina, jouée par Danneel Harris

### Acteurs récurrents

#### Saison 1 (2003-2004)
- Vaughn Wilson (VF : Fabrice Trojani) : Ferguson « Fergie » Thompson
- Bevin Prince (VF : Laurence Sacquet) : Bevin Mirskey
- Bryan Greenberg (VF : Laurent Morteau) : Jake Jaglieski
- Brett Claywell (VF : Donald Reignoux) : Tim Smith
- Emmanuelle Vaugier (VF : Naïke Fauveau) : Nikki
- Colin Fickes (en) (VF : Yann Le Madic) : Jimmy Edwards
- Thomas Ian Griffith (VF : Guillaume Orsat) : Larry Sawyer
- Cullen Moss (VF : Charles Pestel) : Junk Moretti

#### Saison 2 (2004-2005)
- Vaughn Wilson (VF : Fabrice Trojani) : Ferguson « Fergie » Thompson
- Bevin Prince (VF : Laurence Sacquet) : Bevin Mirskey
- Bryan Greenberg (VF : Laurent Morteau) : Jake Jaglieski
- Brett Claywell (VF : Donald Reignoux) : Tim Smith
- Colin Fickes (en) (VF : Yann Le Madic) : Jimmy Edwards
- Kieren Hutchison (VF : Lionel Tua) : Andy Hargrove
- Daniella Alonso (VF : Catherine Desplaces) : Anna Taggaro
- Michael Copon (VF : Éric Aubrahn) : Felix Taggaro
- Maria Menounos (VF : Natacha Muller) : Julia / Emily Chambers
- Tyler Hilton (VF : Christophe Lemoine) : Chris Keller
- Lindsey McKeon (VF : Noémie Orphelin) : Taylor James
- Cullen Moss (VF : Charles Pestel) : Junk Moretti
- Sheryl Lee (VF : Dorothée Jemma) : Ellie Harp
- Michael Trucco (VF : Jérôme Rebbot) : Cooper Lee
- Katherine Bailess (VF : Sylvie Jacob) : Erika Marsh

#### Saison 3 (2005-2006)
- Vaughn Wilson (VF : Fabrice Trojani) : Ferguson « Fergie » Thompson
- Bevin Prince (VF : Laurence Sacquet) : Bevin Mirskey
- Bryan Greenberg (VF : Laurent Morteau) : Jake Jaglieski
- Brett Claywell (VF : Donald Reignoux) : Tim Smith
- Emmanuelle Vaugier (VF : Naïke Fauveau) : Nikki
- Colin Fickes (en) (VF : Yann Le Madic) : Jimmy Edwards
- Kevin Kilner (VF : Guillaume Orsat) : Larry Sawyer
- Tyler Hilton (VF : Christophe Lemoine) : Chris Keller
- Cullen Moss (VF : Charles Pestel) : Junk Moretti
- Sheryl Lee (VF : Dorothée Jemma) : Ellie Harp
- Michael Trucco (VF : Jérôme Rebbot) : Cooper Lee
- Amber Wallace (VF : Zoé Bettan) : Glenda Farrell

#### Saison 4 (2006-2007)
- Vaughn Wilson (VF : Fabrice Trojani) : Ferguson « Fergie » Thompson
- Bevin Prince (VF : Laurence Sacquet) : Bevin Mirskey
- Tyler Hilton (VF : Christophe Lemoine) : Chris Keller
- Cullen Moss (VF : Charles Pestel) : Junk Moretti
- Michael Trucco (VF : Jérôme Rebbot) : Cooper Lee
- Matt Barr (VF : Fabrice Fara) : Ian Banks
- Ernest Waddell (en) (VF : Jérémy Prévost) : Derek Sommers (le vrai frère de Peyton)
- Rick Fox (VF : Pierre-François Pistorio) : Daunte Jones
- Rey Valentin (en) (VF : Damien Boisseau) : Nick Chavez
- Kelsey Asbille (VF : Élodie Ben) : Gigi Silveri
- Elisabeth Harnois (VF : Léa Gabriele) : Shelly Simon
- Stephen Colletti (VF : Charles Germain) : Chase Adams
- Amber Wallace (VF : Zoé Bettan) : Glenda Farrell
- Craig Sheffer (VF : Constantin Pappas) : Keith Scott

#### Saison 5 (2007-2008)
- Vaughn Wilson (VF : Fabrice Trojani) : Ferguson « Fergie » Thompson
- Bevin Prince (VF : Laurence Sacquet) : Bevin Mirskey Smith
- Brett Claywell (VF : Donald Reignoux) : Tim Smith
- Kieren Hutchison (VF : Lionel Tua) : Andy Hargrove
- Cullen Moss (VF : Jean-François Pagès) : Junk Moretti
- Stephen Colletti (VF : Charles Germain) : Chase Adams
- Torrey DeVitto (VF : Véronique Desmadryl) : Carrie
- Kevin Federline (VF : Nicolas Djermag) : Jason
- Robbie Jones (VF : Fabrice Trojani) : Quentin Fields
- Kelly Collins Lintz (VF : Marie-Laure Dougnac) : Alice Day
- Joe Manganiello (VF : Benoît Du Pac) : Owen Morello
- Michaela McManus (VF : Françoise Cadol) : Lindsay Evelyn Strauss
- Kate Voegele (VF : Véronique Soufflet) : Mia Catalano
- Daphne Zuniga (VF : Déborah Perret) : Victoria Davis
- Chris Beetem (en) (VF : Xavier Fagnon) : Docteur Ethan Copeland

#### Saison 6 (2008-2009)
- Daphne Zuniga (VF : Déborah Perret) : Victoria Davis
- Torrey DeVitto (VF : Véronique Desmadryl) : Carrie
- Robbie Jones (VF : Fabrice Trojani) : Quentin Fields
- Dawnn Lewis (VF : Denise Metmer) : Denise Fields
- Jaden Harmon  (VF : Théo Benamour) : André Fields
- Joe Manganiello (VF : Benoît Du Pac) : Owen Morello
- Kate Voegele (VF : Véronique Soufflet) : Mia Catalano
- Stephen Colletti (VF : Charles Germain) : Chase Adams
- Michaela McManus (VF : Françoise Cadol) : Lindsay Evelyn Strauss
- Kelsey Chow (VF : Élodie Ben) : Gigi Silveri
- Ashley Rickards (VF : Olivia Luccioni) : Samantha « Sam » Walker
- John Doe (VF : Michel Bedetti) : Mick Wolf
- Allison Munn (VF : Céline Ronté) : Lauren
- James Van Der Beek (VF : Thierry Wermuth) : Reese Dixon
- Michael May (VF : Valentin Maupin) : Chuck Scolnik
- Burgess Jenkins (VF : Bruno Choël) : Bobby Irons
- Devin McGee (VF : Stéphane Pouplard) : Xavier
- Evan Peters (VF : Arthur Pestel) : Jack Daniels
- B.J. Britt (VF : Jonathan Amram) : Devon Fox
- Vaughn Wilson (VF : Fabrice Trojani) : Ferguson « Fergie » Thompson
- Cullen Moss (VF : Charles Pestel) : Jonathan « Junk » Morett

#### Saison 7 (2009-2010)
- Jana Kramer (VF : Caroline Pascal) : Alex Dupre (de 7.02 à 7.11)
- Danneel Harris (VF : Aurélia Bruno) : Rachel Gatina
- Antwon Tanner (VF : Vincent Barazzoni) : Antwon « Skills » Taylor (de 7.18 à 7.22)
- Vaughn Wilson (VF : Fabrice Trojani) : Ferguson « Fergie » Thompson
- Cullen Moss (VF : Charles Pestel) : Jonathan « Junk » Moretti
- Bess Armstrong (VF : Marie Lenoir) : Lydia Brigard-James
- Lindsey McKeon (VF : Noémie Orphelin) : Taylor James
- Michael May (VF : Valentin Maupin) : Chuck Scolnik
- Stephen Colletti (VF : Charles Germain) : Chase Adams
- Daphne Zuniga (VF : Déborah Perret) : Victoria Davis
- Kate Voegele (VF : Véronique Soufflet) : Mia Catalano
- Joe Manganiello (VF : Benoît DuPac) : Owen Morello
- Gregory Harrison (VF : Pierre Laurent) : Paul Norris
- Allison Munn (VF : Céline Ronté) : Lauren
- India de Beaufort (VF : Marie Diot) : Miranda Stone
- Scott Holroyd (en) (VF : Laurent Mantel) : David Lee Fletcher
- Amanda Schull (VF : Sauvane Delanoë / Julie Turin) : Sara Evans / Katie Ryan
- Mike Grubbs (VF : Boris Rehlinger) : Michael Grubbs
- Mitch Ryan (VF : Damien Ferrette) : Alexander Coyne
- Kate French (VF : Karine Texier) : Renée Richardson

#### Saison 8 (2010-2011)
- Kate Voegele (VF : Véronique Soufflet) : Mia Catalano
- Daphne Zuniga (VF : Déborah Perret) : Victoria Davis
- Antwon Tanner (VF : Vincent Barazzoni) : Antwon « Skills » Taylor
- Gregory Harrison (VF : Pierre Laurent) : Paul Norris
- Sharon Lawrence (VF : Pascale Vital) : Sylvia Baker
- Amanda Schull (VF : Sauvane Delanoë / Julie Turin) : Sara Evans / Katie Ryan
- Laura Izibor (VF : Marie-Frédérique Habert) : Erin McCree
- Allison Munn (VF : Céline Ronté) : Lauren
- Eric McIntire (VF : Alexandre Gillet) : Ian Kellerman
- Peter Riegert (VF : Hervé Caradec) : August Kellerman

#### Saison 9 (2011-2012)
- Daphne Zuniga (VF : Déborah Perret) : Victoria Davis
- Richard Burgi (VF : Bernard Lanneau) : Robert Théodore Davis
- Chelsea Kane (VF : Camille Donda) : Tara
- Allison Munn (VF : Céline Ronté) : Lauren
- Pierce Gagnon (VF : Valentin Cherbuy) : Logan
- Dax Griffin (VF : Vincent Ropion) : Wade
- Andrew Elvis Miller (VF : Jérôme Pauwels) : Dimitri
- Scott Holroyd (en) (VF : Laurent Mantel) : David Lee Fletcher
- Devin McGee (VF : Stéphane Pouplard) : Xavier
- Michael May (VF : Valentin Maupin) : Chuck Scolnik
- Bevin Prince (VF : Laurence Sacquet) : Bevin Mirskey
- Anna Colwell (VF : Brigitte Bergès) : Frankie Parks

Source pour la VF : Doublage Séries Database

### Équipe de pom-pom girls
- Brooke Penelope Davis : capitaine (Sophia Bush)
- Peyton Elizabeth Sawyer (Hilarie Burton)
- Haley James Scott (Bethany Joy Lenz) à partir de la saison 3
- Rachel Gatina (Danneel Ackles) à partir de la saison 3
- Bevin Mirskey (Bevin Prince)
- Tamara (Tamara Morgan)
- Victoria (Victoria Jones)
- Chelsea (Chelsea Golden)
- Daniella (Jennifer Lucaciu)
- Kenzie (Kenzie Dalton)
- Ashley (Julianna Guill)[7]

### Équipe de basket lesRavens
- Whitey Durham (Barry Corbin) : coach
- Nathan Scott (James Lafferty) : capitaine
- Lucas Scott (Chad Michael Murray)
- Skills Taylor (Antwon Tanner)
- Timothy "Tim" Smith (Brett Claywell)
- Jake Jagielski (Brian Greenberg)

### Invités
- Gavin DeGraw : épisodes 1.10, 5.18 et 9.13
- Sheryl Crow : épisode 1.16
- Tyler Hilton : Chris Keller, saisons 2, 3, 4 et 9
- Emeka Okafor : épisode 2.08
- The Wreckers : épisode 2.13
- Jeff Burton : épisode 2.19
- Jimmy Eat World : épisode 2.22
- Fall Out Boy : épisodes 3.04 et 3.15
- Nada Surf : épisode 3.11
- Jack's Mannequin : épisode 3.15
- Michelle Featherstone : épisode 3.22
- Lupe Fiasco : épisode 4.04
- Jarvis Hayes : épisode 4.09
- Kate Voegele : Mia Catalano saisons 5, 6, 7 et 8
- The Honorary Title : épisode 5.07
- Grace Potter : épisode 6.07
- Angels and Airwaves : épisode 6.10
- Nick Lachey : épisodes 6.21 et 6.23
- Jerry Rice : épisode 7.01
- Noisettes : épisode 7.04
- Cheap Trick : épisode 7.15
- Wakey!Wakey! : épisode 7.22
- Laura Izibor : Erin, saison 8
- Kid Cudi : épisode 8.10
- Dave Navarro : épisode 8.12
- City and Colour : épisode 8.15
- Olin & The Moon : épisode 8.19

## Épisodes
| Saisons | Saisons | Nombre d'épisodes | Diffusion originale sur The WB/The CW | Diffusion originale sur The WB/The CW | Diffusion originale sur TF1/NT1 | Diffusion originale sur TF1/NT1 |
| Saisons | Saisons | Nombre d'épisodes | Début de saison                       | Fin de saison                         | Début de saison                 | Fin de saison                   |
| ------- | ------- | ----------------- | ------------------------------------- | ------------------------------------- | ------------------------------- | ------------------------------- |
|         | 1       | 22                | 24 septembre 2003                     | 11 mai 2004                           | 8 septembre 2004                | 17 novembre 2004                |
|         | 2       | 23                | 21 septembre 2004                     | 24 mai 2005                           | 14 septembre 2005               | 28 novembre 2005                |
|         | 3       | 22                | 5 octobre 2005                        | 3 mai 2006                            | 15 avril 2006                   | 15 juillet 2006                 |
|         | 4       | 21                | 27 septembre 2006                     | 13 juin 2007                          | 25 août 2007                    | 10 novembre 2007                |
|         | 5       | 18                | 8 janvier 2008                        | 19 mai 2008                           | 3 janvier 2009                  | 14 mars 2009                    |
|         | 6       | 24                | 1er septembre 2008                    | 18 mai 2009                           | 5 septembre 2009                | 21 novembre 2009                |
|         | 7       | 22                | 14 septembre 2009                     | 17 mai 2010                           | 4 septembre 2010                | 20 novembre 2010                |
|         | 8       | 22                | 14 septembre 2010                     | 17 mai 2011                           | 29 août 2011                    | 30 septembre 2011               |
|         | 9       | 13                | 11 janvier 2012                       | 4 avril 2012                          | 17 septembre 2012               | 28 septembre 2012               |

## Production

### Développement
Le réalisateur, Mark Schwahn, avait prévu de faire de la série un long-métrage appelé Ravens, le nom de l'équipe de basket-ball du lycée de Tree Hill. Cependant, il a été convaincu qu'il serait plus intéressant d'en faire une série télévisée. La première saison de la série est inspirée de sa propre vie : il allait au lycée dans une petite ville et jouait dans l'équipe de basket-ball du lycée. Il s'est décrit comme « semblable » au personnage de Marvin McFadden.
Le titre de la série, One Tree Hill, est basé sur le nom de la ville fictive Tree Hill où elle se passe. Il est inspiré de la chanson One Tree Hill du groupe U2, car lorsque Mark Schwahn écrivait le scénario de la série, il écoutait l'album The Joshua Tree.

### Casting
Bethany Joy Lenz a d'abord auditionné pour le rôle de Peyton Sawyer, avant d'auditionner pour le rôle de Brooke Davis. Elle a finalement été retenue pour le rôle de Haley James.
Sophia Bush a elle aussi auditionné tout d'abord pour le rôle de Peyton Sawyer avant d'être choisie pour jouer Brooke Davis.
De son côté, James Lafferty a auditionné pour le rôle de Lucas Scott avant d'être choisi pour incarner Nathan Scott.

### Départs de Murray et Burton
En 2009, lors de la sixième saison, on apprend le non-renouvellement des contrats de deux des acteurs principaux de la série Chad Michael Murray (Lucas Scott) et Hilarie Burton (Peyton Sawyer).
Pendant plusieurs mois, des rumeurs ont circulé sur Internet sur le fait que les deux acteurs ne soient pas présents lors de la saison suivante. En février, le CW a annoncé un renouvellement de la série pour une septième saison en annonçant que les personnages de Lucas et Peyton ne seraient plus présents.
Hilarie Burton a révélé lors d'une interview : « Il n'y avait pas vraiment de confusion. Ça a été six années fabuleuses, qui correspondent à la durée de mon contrat, et je me sens vraiment chanceuse d'avoir participé à cette série. Alors quand j'entends qu'il y a des négociations basées sur l'argent, ça me fait mal au cœur parce que ce n'est pas le cas. Je pense que mes fans savent que l'argent n'était pas important pour moi et c'est pour cela que je travaille pour le cinéma indépendant. »
Chad Michael Murray est tout de même de retour le temps de quelques minutes dans le septième épisode de la neuvième et dernière saison de la série.

### Musique
Les titres des épisodes sont des titres de chansons, d'albums ou des noms de groupes, et ont un lien direct avec le thème de l'épisode. La musique du générique, I Don't Wanna Be est signée du chanteur Gavin DeGraw. Dans la huitième saison, à chaque début d'épisode, le générique est interprété par différents groupes et chanteurs tels que Susie Suh (en), Joshua Radin ou encore Kate Voegele.
Trois albums comprenant les plus belles et célèbres musiques de la série sont sortis. Le premier One Tree Hill : Volume 1 est sorti le 25 janvier 2005 aux États-Unis avec le label Maverick Records où l'on retrouve les chansons entendues dans la série de 2003 à 2005. Le deuxième album Friends With Benefit : Volume 2 est sorti le 7 février 2006 aux États-Unis où l'on retrouve les chansons entendues dans la série durant la saison 3. La moitié des bénéfices ont été versés à la recherche contre le cancer du sein. Le troisième album The Road Mix : Volume 3 est sorti le 3 avril 2007 aux États-Unis.

### Fiche technique
- Titre original : One Tree Hill
- Titre français : Les Frères Scott
- Création : Mark Schwahn
- Réalisation : Mark Schwahn, Paul Johansson, Joe Davola, Austin Nichols, Sophia Bush, Les Butler, Peter B.Kowalski, Greg Prange, Gregory Prange, James Lafferty, Bethany Joy Lenz, Chad Michael Murray
- Scénario : Mark Schwahn
- Musique : Mark Morgan, Mark Snow et John E. Nordstrom
- Musique du générique : I Don't Wanna Be de Gavin DeGraw
- Producteurs : Mike Tollin, Brian Robbins, Joe Davola
- Coproducteur : Steven Goldfried
- Sociétés de distribution (pour la télévision) :
  -  États-Unis : The WB (2003-2006) - The CW (2006-2012)
  -  Canada : vrak-tv
  -  France : TF1/TFX
  -  Suisse : TSR
  -  Belgique : Kanaal Twee, VT4, Plug RTL
- Pays d'origine :  États-Unis
- Langue originale : Anglais
- Format : Couleur
- Genre : Dramatique, Romantique
- Durée : 42 minutes

## Campagne des fans et avenir de la série
Après l'arrêt de la série le 4 avril 2012, plusieurs centaines de milliers de fans ont créé des pétitions à travers le monde pour l'écriture d'une suite. Le producteur et réalisateur de la série Mark Schwahn a émis l'hypothèse d'un film, et envisagerait de faire un remake de la série en se basant essentiellement sur les enfants (Logan, Jamie, Sawyer...). Il a également dit que, si les fans étaient nombreux et se mobilisaient assez, il pourrait réfléchir à une nouvelle saison. 
Des scandales concernant Mark Schwahn ont cependant coupé court à ces rumeurs. En 2017, il fait en effet l'objet de plusieurs accusations d'agressions sexuelles par d'anciennes scénaristes de la série, rapidement suivies par celles d'Hilarie Burton (Peyton) et Danneel Ackles (Rachel). 
À ce jour, certains des acteurs semblent cependant toujours positifs concernant un potentiel reboot de la série, mais cela nécessiterait l'absence de son créateur.
En juillet 2020, Joy Lenz, Sophia Bush et Hilarie Burton annoncent qu'elles vont se "réunir" pour réaliser des podcasts sur les épisodes de la série ; ce qui leur donnera l'occasion de provisionner l'intégralité de la série.

## Caractéristiques de la série
- Avec ses neuf saisons, Les Frères Scott fait partie des séries les plus longues de la décennie.
- La série a profité à de nombreux artistes tels que Tyler Hilton (Chris), Kate Voegele (Mia) ou encore Jack's Mannequin et Nick Lachey. Bethany Joy Lenz (Haley) et Bryan Greenberg (Jake) sont également dans le milieu musical. On note aussi, que les titres de chaque épisode en version originale font référence à de vrais titres musicaux.
- Les Frères Scott a fait un cross-over avec Life Unexpected. Dans l'épisode 5 de la saison 2 de Life Unexpected, on peut voir les personnages de Mia Catalano (Kate Voegele) et Haley James Scott (Bethany Joy Lenz) lors de la tournée de Mia.
- Plusieurs acteurs ayant quitté la série ont accepté de revenir pour la dernière saison : Chad Michael Murray (Lucas), Paul Johansson (Dan), Barbara Alyn Woods (Debbie), Tyler Hilton (Chris), Bevin Prince (Bevin) et même Craig Sheffer (Keith). Lee Norris (Micro) et Antwon Tanner (Skills) sont également un peu plus présents dans la saison 9.

## Accueil

### Audiences
| Saison | Nombre d'épisodes | Jour et heure de diffusion | Diffusion originale sur The WB | Diffusion originale sur The WB | Année     | Audience moyenne (en millions) | Audience moyenne (en millions) | Audience moyenne (en millions) |
| Saison | Nombre d'épisodes | Jour et heure de diffusion | Début de saison                | Fin de saison                  | Année     | Première                       | Finale                         | Moyenne                        |
| ------ | ----------------- | -------------------------- | ------------------------------ | ------------------------------ | --------- | ------------------------------ | ------------------------------ | ------------------------------ |
| 1      | 22                | Mardi                      | 24 septembre 2003              | 11 mai 2004                    | 2003-2004 | 2,48                           | 4,49                           | 2,5                            |
| 2      | 23                | Mardi                      | 21 septembre 2004              | 24 mai 2005                    | 2004-2005 | 4,93                           | 3,61                           | 4,9                            |
| 3      | 22                | Mercredi                   | 5 octobre 2005                 | 3 mai 2006                     | 2005-2006 | 3,46                           | 3,06                           | 3,5                            |
| 4      | 21                | Mercredi                   | 27 septembre 2006              | 13 juin 2007                   | 2006-2007 | 3,64                           | 2,50                           | 3,6                            |
| 5      | 18                | Mardi                      | 8 janvier 2008                 | 19 mai 2008                    | 2008      | 3,36                           | 3,23                           | 3,4                            |
| 6      | 24                | Lundi                      | 1er septembre 2008             | 18 mai 2009                    | 2008-2009 | 3,25                           | 2,67                           | 3,2                            |
| 7      | 22                | Lundi                      | 14 septembre 2009              | 17 mai 2010                    | 2009-2010 | 2,55                           | 2,02                           | 2,5                            |
| 8      | 22                | Mardi                      | 14 septembre 2010              | 17 mai 2011                    | 2010-2011 | 2,14                           | 1,48                           | 2,1                            |
| 9      | 13                | Mercredi                   | 11 janvier 2012                | 4 avril 2012                   | 2012      | 1,72                           | 1,43                           | 1,7                            |

## Produits dérivés

### Albums
Trois compilations dérivées de la série, et où l'on retrouve les chansons entendues dans celle-ci, ont été éditées sur le label Maverick Records, aux États-Unis, entre 2003 et 2007.
- One Tree Hill : Volume 1, sorti le 25 janvier 2005, couvre la série de 2003 et 2005
- Friends With Benefit : Volume 2, sorti le 7 février 2006, reprend les chansons entendues durant la saison 3. Une partie des bénéfices a été reversée à l'Association nationale contre le cancer du sein.
- The Road Mix : Music from the Television Series One Tree Hill, Volume 3, sorti le 3 avril 2007, reprend certains morceaux de la série, notamment dans le début de la saison 4.

## Distinctions
| Année | Récompense                             | Catégorie                                                 | Nommé(s)                             | Résultat   |
| ----- | -------------------------------------- | --------------------------------------------------------- | ------------------------------------ | ---------- |
| 2017  | 19e cérémonie des Teen Choice Awards   | Le retour                                                 | Les Frères Scott                     | Lauréat    |
| 2010  | 12e cérémonie des Teen Choice Awards   | Meilleure actrice dans une série dramatique               | Sophia Bush                          | Nomination |
| 2010  | 12e cérémonie des Teen Choice Awards   | Meilleurs parents                                         | Bethany Joy Lenz & James Lafferty    | Nomination |
| 2010  | 12e cérémonie des Teen Choice Awards   | Meilleure voleuse de scène à la télévision                | Bethany Joy Lenz                     | Nomination |
| 2010  | 12e cérémonie des Teen Choice Awards   | Meilleur voleur de scène à la télévision                  | James Lafferty                       | Nomination |
| 2009  | ASCAP Film and Television Music Awards | Meilleure série télévisée                                 | John Nordstrom                       | Lauréat    |
| 2008  | 10e cérémonie des Teen Choice Awards   | Meilleur acteur dans une série dramatique                 | Chad Michael Murray                  | Lauréat    |
| 2008  | 10e cérémonie des Teen Choice Awards   | Meilleure série dramatique                                | Les Frères Scott                     | Nomination |
| 2008  | 10e cérémonie des Teen Choice Awards   | Meilleure actrice dans une série dramatique               | Hilarie Burton                       | Nomination |
| 2008  | 10e cérémonie des Teen Choice Awards   | Meilleure actrice dans une série dramatique               | Sophia Bush                          | Nomination |
| 2006  | 37e cérémonie des NAACP Image Awards   | Meilleure réalisation pour une série télévisée dramatique | Janice Cooke                         | Nomination |
| 2006  | Prism Awards                           | Meilleure performance dans une série télévisée dramatique | Chad Michael Murray                  | Nomination |
| 2006  | 8e cérémonie des Teen Choice Awards    | Meilleure série dramatique                                | Les Frères Scott                     | Nomination |
| 2006  | 8e cérémonie des Teen Choice Awards    | Meilleur acteur dans une série dramatique                 | Chad Michael Murray                  | Nomination |
| 2006  | 8e cérémonie des Teen Choice Awards    | Meilleure actrice dans une série dramatique               | Sophia Bush                          | Nomination |
| 2005  | 7e cérémonie des Teen Choice Awards    | Meilleure série dramatique                                | Les Frères Scott                     | Nomination |
| 2005  | 7e cérémonie des Teen Choice Awards    | Meilleur acteur dans une série dramatique                 | Chad Michael Murray                  | Nomination |
| 2005  | 7e cérémonie des Teen Choice Awards    | Meilleure actrice dans une série dramatique               | Hilarie Burton                       | Nomination |
| 2005  | 7e cérémonie des Teen Choice Awards    | Meilleure actrice dans une série dramatique               | Sophia Bush                          | Nomination |
| 2005  | 7e cérémonie des Teen Choice Awards    | Meilleure Révélation masculine de l'année                 | Tyler Hilton                         | Nomination |
| 2005  | 7e cérémonie des Teen Choice Awards    | Meilleure alchimie à la télévision                        | Chad Michael Murray & James Lafferty | Nomination |
| 2005  | 7e cérémonie des Teen Choice Awards    | Meilleurs parents                                         | Moira Kelly                          | Nomination |
| 2004  | 6e cérémonie des Teen Choice Awards    | Meilleure Révélation masculine de l'année                 | Chad Michael Murray                  | Lauréat    |
| 2004  | 6e cérémonie des Teen Choice Awards    | Révélation série                                          | Les Frères Scott                     | Nomination |
| 2004  | 6e cérémonie des Teen Choice Awards    | Meilleure série dramatique                                | Les Frères Scott                     | Nomination |
| 2004  | 6e cérémonie des Teen Choice Awards    | Meilleur acteur dans une série dramatique                 | Chad Michael Murray                  | Nomination |
| 2004  | 6e cérémonie des Teen Choice Awards    | Meilleure actrice dans une série dramatique               | Hilarie Burton                       | Nomination |
| 2004  | 6e cérémonie des Teen Choice Awards    | Meilleur acolyte à la télévision                          | Bethany Joy Lenz                     | Nomination |
| 2004  | 6e cérémonie des Teen Choice Awards    | Meilleure Révélation masculine de l'année                 | James Lafferty                       | Nomination |
| 2004  | 6e cérémonie des Teen Choice Awards    | Meilleure Révélation féminine de l'année                  | Hilarie Burton                       | Nomination |
| 2004  | 6e cérémonie des Teen Choice Awards    | Meilleure Révélation féminine de l'année                  | Bethany Joy Lenz                     | Nomination |

## Réunions des acteurs
Outre les nombreuses conventions organisées depuis l'arrêt de série en 2012, les acteurs se sont retrouvés à plusieurs reprises sur certains projets.
| Année | Chaîne TV        | Nom du film                 | Acteurs présents                                                                            |
| ----- | ---------------- | --------------------------- | ------------------------------------------------------------------------------------------- |
| 2012  | Hallmark Channel | La Liste du Père Noël       | Hilarie Burton et Danneel Ackles                                                            |
| 2013  | Lifetime         | Autant en emporte Noël      | Hilarie Burton et Tyler Hilton                                                              |
| 2018  | Lifetime         | La proposition de Noël      | Hilarie Burton, Robert Buckley, Danneel Ackles, Antwon Tanner et Tyler Hilton               |
| 2018  | Lifetime         | Un Noël rouge comme l'amour | Bethany Joy Lenz et Sharon Lawrence                                                         |
| 2019  | Hallmark Channel | Write Before Christmas      | Chad Michael Murray, Torrey DeVitto et Drew Seeley                                          |
| 2019  | Lifetime         | A Christmas Wish            | Hilarie Burton, Barbara Alyn Woods, Tyler Hilton, Lee Norris, Antwon Tanner et Colin Fickes |
| 2019  | Lifetime         | Christmas in Louisiana      | Moira Kelly et Jana Kramer                                                                  |